# Società Sportiva Juve Stabia
Maillots
La Società Sportiva Juve Stabia ou plus généralement appelée Juve Stabia est un club italien de football, basé à Castellammare di Stabia dans la province de Naples en région Campanie.
Le symbole du club est la guêpe, tandis que ses couleurs sont le jaune et le bleu. Le club joue ses matchs à domicile dans le Stade Romeo-Menti de Castellammare di Stabia qui fut inauguré en 1984.

## Histoire du club
L'histoire du football de Castellammare di Stabia commence en 1907, quand les frères Romain et Pauzano Weiss fondèrent le Stabia Sporting Club, avec les couleurs social jaune et bleu. Cependant, la chronique a peu enregistré les premières années, vu que le sport ne remplissait pas encore les pages des journaux.
La première mention dans la presse d'un match de football du Stabia fut le 12 février 1911, dans le quotidien italien Il Mattino, lorsque le club remporte la victoire 3-0 sur l'équipe de Torre Annunziata, le S.F.A..
Le 1er février 1914 est inauguré le nouveau stade de Castellammare di Stabia avec un match amical contre la troisième équipe du Naples Foot-Ball & Cricket Club, qui finira sur un score de 0-0. Peu de temps après vient aussi la première rencontre internationale, contre les Anglais du Black Prince, qui détruisent les guêpes sur le score de 11-1.
Arrive enfin le prestigieux match amical contre le Naples Foot-Ball & Cricket Club, qui, même en faisant jouer comme titulaire les élèves, bat le Stabia 1-0 avec un but de Montorsi.
En 1916, le Stabia s'inscrit à la Troisième catégorie, où il arrive en demi-finale (pendant la guerre, les championnats officiels était suspendu et on ne luttait pas pour la promotion en catégorie supérieure), éliminé avec un net 5-1 par le Savoia, équipe de Torre Annunziata.
Avec la fin de la Première Guerre mondiale, le Stabia change de propriété. Le club est acheté par l'avocat Vincenzo Boniface, qui refonde l'équipe avec l'objectif de monter dans les classements : le match amical avec les Anglais du War Lion, qui sont très craint à cette époque, fini avec un mémorable 6-0 en faveur des Guêpes.
En 1919, naît le Sport Club War, qui un an après s'unifie avec le Stabia Sporting Club, entre officiellement dans la F.I.G.C. et est inséré dans la Ligue Sud.
En 1921, promotion en Première Catégorie, conquise avec une victoire extérieure sur le terrain du Portici.
En 1924, le terrain du Stabia est surnommé "caienna" pour son inviolabilité, qui devint historique. Après une série de bons classements dans la période pré-guerre, les Jaune-Bleus essaient l'escalade aux classements dans la deuxième moitié des années 40.
Dans la saison 1944-1945, le club gagne le championnat et il attribue un titre de Champion de l'Italie Libérée, dans la finale avec le Napoli égalisée 3 à 3, mais qui n'a jamais été reconnu par la F.I.G.C. ; en cette année magnifique évolue dans l'escadron le grand Romeo Menti, le stade de Castellammare di Stabia est renommé à son nom.

## Historique
- 1907 - fondation du club sous le nom de Stabia Sporting Club
- 1933 - A.C. Stabia
- 1953 - Società Sportiva Juventus
- 2002 - Società Sportiva Juve Stabia

## Effectif actuel
| N° | Nat.                  | Poste | Nom du joueur                              |
| -- | --------------------- | ----- | ------------------------------------------ |
| 1  | Drapeau de l'Italie   | G     | Vincenzo Venditti (en prêt d’Ascoli)       |
| 2  | Drapeau de l'Italie   | D     | Pio Schiavi ( en prêt du SSC Naples)       |
| 3  | Drapeau de l'Italie   | D     | Giacomo Ferrazzo (en prêt de la Sampdoria) |
| 5  | Drapeau de l'Italie   | M     | Giacomo Calò                               |
| 6  | Drapeau de l'Italie   | D     | Nicholas Allievi                           |
| 7  | Drapeau de l'Italie   | M     | Fabrizio Melara                            |
| 8  | Drapeau du Brésil     | M     | Vicente                                    |
| 9  | Drapeau de l'Italie   | A     | Badr El Ouazni                             |
| 10 | Drapeau de l'Italie   | A     | Daniele Paponi                             |
| 11 | Drapeau de l'Italie   | A     | Nunzio Di Roberto                          |
| 14 | Drapeau de l'Italie   | M     | Fabio Castellano (en prêt d’Ascoli)        |
| 15 | Drapeau de l'Italie   | M     | Luigi Viola                                |
| 16 | Drapeau de la Croatie | D     | Luka Dumančić (en prêt de Lecce)           |
| 17 | Drapeau du Kosovo     | A     | Ismet Sinani (en prêt de l’AC Milan)       |

| No. | Nat.                | Position | Nom du joueur                                    |
| --- | ------------------- | -------- | ------------------------------------------------ |
| 18  | Drapeau de l'Italie | M        | Luigi Canotto                                    |
| 19  | Drapeau de l'Italie | D        | Lino Marzorati                                   |
| 20  | Drapeau du Danemark | D        | Magnus Troest                                    |
| 21  | Drapeau de l'Italie | A        | Salvatore Elia (en prêt de l’Atalanta Bergame)   |
| 22  | Drapeau de l'Italie | G        | Antonio Cotticelli (en prêt de Benevento Calcio) |
| 23  | Drapeau de l'Italie | D        | Luca Germoni (en prêt du Virtus Entella)         |
| 24  | Drapeau de l'Italie | M        | Alessandro Mastalli                              |
| 25  | Drapeau de l'Italie | A        | Giuseppe Torromino                               |
| 26  | Drapeau de l'Italie | G        | Paolo Branduani                                  |
| 27  | Drapeau de l'Italie | M        | Giorgio Lionetti                                 |
| 28  | Drapeau de l'Italie | M        | Roberto Vitiello                                 |
| 29  | Drapeau de l'Italie | M        | Massimiliano Carlini                             |
| 32  | Drapeau de l'Italie | G        | Matteo Esposito                                  |
| 34  | Drapeau du Brésil   | M        | Adriano Mezavilla                                |